# 约翰·拉斯科夫斯基
约翰·拉斯科夫斯基（英語：John Laskowski，1953年6月7日—），美国NBA联盟前职业篮球运动员。他在1975年的NBA选秀中第2轮第32顺位被芝加哥公牛选中。